# Асканийская овца
Асканийская тонкорунная овца (укр. Асканійська тонкорунна вівця), асканийская овца, асканийский меринос — украинская порода тонкорунных овец шёрстно-мясного направления. Самая крупная и продуктивная из мериносовых овец: барану этой породы принадлежит мировой рекорд веса среди тонкорунных овец — 183 кг, наибольший настриг с асканийского барана составил 31,7 кг и является абсолютным рекордом для всех пород овец.
Порода выведена М. Ф. Ивановым в период 1925—1934 годы в Аскания-Нова. Иванов ставил целью вывести на базе асканийского стада овцу без кожных складок с высоким настригом и хорошим качеством шерсти, пригодную для промышленного выращивания в условиях засушливых украинских степей. Для получения породы местных мериносовых овец скрещивали с американскими рамбулье и отбирали лучшие экземпляры. Для улучшения мясных характеристик приливали в небольших количествах кровь прекосов. После Второй мировой войны породу возрождали на базе малочисленного выжившего поголовья способом чистопородного разведения, а также скрещиванием асканийских баранов с овцами-мериносами с Северного Кавказа.
Асканийская овца славится продуктивностью и качеством шерсти. Это крупные овцы хорошего сложения с одной или двумя складками на шее. Высота самок в холке 68-70 см, костяк достаточно крепкий. Самцы имеют рога, самки обычно безрогие. Живой вес овец 58—65 кг, баранов 110—120 кг. Самки созревают быстро: к 18-месячному возрасту они набирают вес взрослого животного. Продуктивность на 100 голов 125-130 ягнят, в лучших стадах до 150 ягнят. Средняя убойная масса 9-месячных ягнят 42,2 кг, вес каркаса 18,9 кг. Хорошая мясная продуктивность достигается при условии правильного режима откорма. 
Шерсть асканийской овцы белая, ровная по всему корпусу, свободная от ости, с чёткими равномерными завитками. Руно прочное, средней плотности. Тонина шерсти 64—60 у овец, 60—58 у баранов (20,6—24,94 мкм и 23,5—26,39 мкм соответственно), длина шерсти 7,5—9 см у овец и 8—10 см у баранов. Настриг достигает 6,5—8 кг с самки, 16—19 кг с самца, выход чистой шерсти 42—45 %.